# Ottendorf-Okrilla
Ottendorf-Okrilla è un comune di 9 971 abitanti della Sassonia, in Germania.
Appartiene al circondario (Landkreis) di Bautzen (targa BZ).
Nel suo territorio il fiume Orla confluisce nel Piccolo Röder.